# Carmella DeCesare
Carmella Danielle DeCesare (Avon Lake, Ohio, 1 de julio de 1982) es una modelo estadounidense que fue Playmate de abril 2003 y Playmate del año en 2004 de la revista Playboy. Carmella tiene ascendencia italiana y puertorriqueña. Fue presentada en el especial de esposas de jugadores en la edición de trajes de baño de Sports Illustrated.

## Carrera

### Modelo
Se registró en la competición "Who Wants to Be a Playboy Centerfold?" de Playboy cuando viajó a Cleveland y fue seleccionada como finalista. Sin embargo lo pensó mejor y se retiró en la grabación del material para el especial de Fox Network que se transmitió el verano de 2002. DeCesare se arrepintió de posar para Playboy y rápidamente fue nombrada  Cyber Girl de la semana en octubre de 2002 y Cyber Girl del mes en febrero de 2003, antes de ser elegida Miss Abril de Playboy en 2003.
En 2005 apareció en el calendario Playmates at Play at the Playboy Mansion como la chica de marzo. Este fue el calendario inaugural de los Playmates at Play y fue tomado en los jardines de la Mansión Playboy en 2004. Fue el primer intento de Playboy de crear un calendario sin desnudos presentando playmates de estilos similares a los de las ediciones de trajes de baños de Sports Illustrated. En 2005 DeCesare se puso implantes mamarios. En un episodio de la serie de telerrealidad de E!, The girls next door, en agosto de 2005, dijo que sus implantes lucían falsos porque eran nuevos y no estaban completamente asentados.
En 2008 modela en la Edición de Trajes de Baño de Sport Illustrated.

### World Wrestling Entertainment
Carmella hizo su primera aparición en la World Wrestling Entertainment (WWE) como una de las retadoras en la WWE Diva Search de 2004. DeCesare obtuvo el segundo lugar, siendo coronada como ganadora Christy Hemme.
Aunque ganó Christy Hemme, la WWE contrató a algunas de las finalistas (Amy Weber, Candice Michelle, Chandra Costello, Joy Giovanni, Julia Costello, Maria Kanellis y Michelle McCool). Tuvieron temporalmente un feudo con Christy Hemme, donde DeCesare interpretaba a una de las rudas. Tuvo su primera pelea con Hemme en el Taboo Tuesday de 2004 donde perdieron. Fue despedida un par de semanas después.

## Vida personal

### Arresto
El 10 de septiembre de 2004 se declaró inocente del cargo de asalto, en una corte de Cleveland, Ohio, luego de una pelea en un  bar el 21 de agosto de 2004, con Kristen Hine. Fue absuelta del cargo de asalto el 12 de enero de 2005 pero fue encontrada culpable de violar una orden de restricción. Fue sentenciada a realizar veintidós horas de servicio comunitario, otorgándosele un año de libertad condicional, y multada por US$150. Durante el juicio testificó que Jeff Garcia, su novio y en esa época quarterback de los Cleveland Browns, tuvo una aventura con Hine cuando la relación entre DeCesare y Garcia había comenzado. Garcia comentó sobre la situación: "es vergonzoso estar aquí hoy, ser atrapado en una situación como esta".

### Matrimonio y actividades actuales
DeCesare contrajo matrimonio con el ex NFL y actual quarterback de la UFL Jeff Garcia el 21 de abril de 2007 en el CordeValle Resort en San Martín, California. Tienen una hija llamada Presley que nació el 28 de abril de 2008. La pareja recibió a su segundo hijo, Gabe, en junio del 2009. Su tercer hijo, Jax, nació el 21 de septiembre de 2010. En diciembre de 2011, su cuarto hijo, una niña, Faith, nació.
En una entrevista de mayo de 2007 para el Calgary Sun, Garcia insinuó que desde que DeCesare es su esposa ella se distanció de Playboy. Carmella aparece en la lista de la fundación de caridad de Garcia, Garcia Pass It On Foundation, como su vicepresidente.